# Haworthia lockwoodii
Haworthia lockwoodii és una espècie del gènere Haworthia de la subfamília de les asfodelòidies.

## Descripció

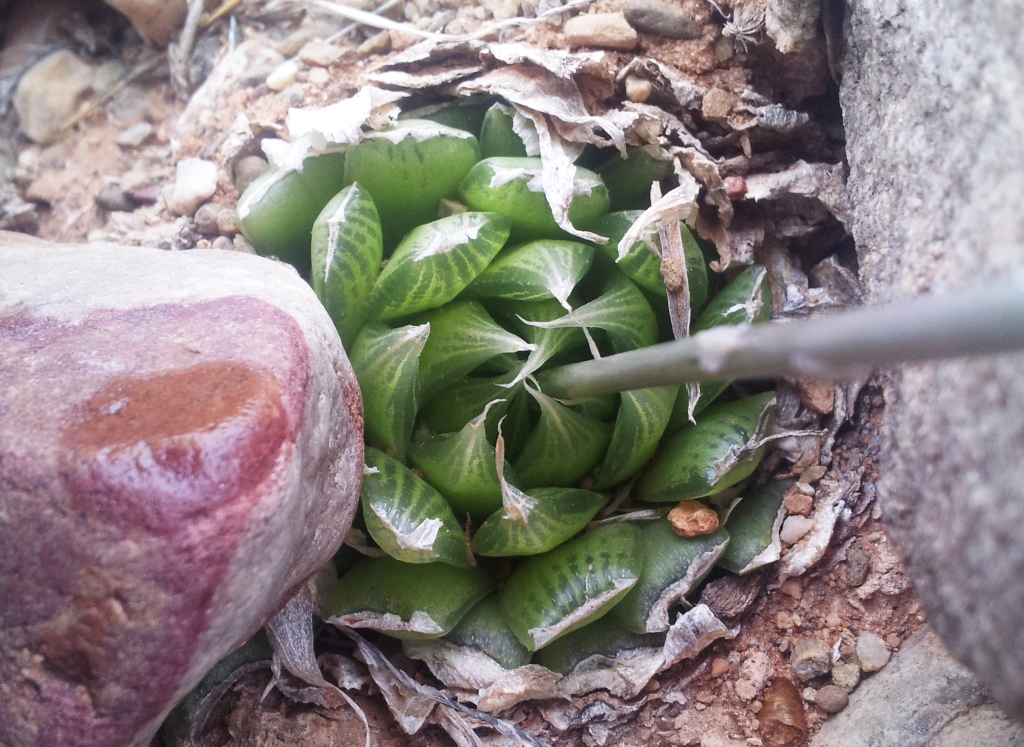
Haworthia lockwoodii: de color verd i turgent després de les pluges, que mostra els panells transparents a les puntes de les fulles.

Haworthia lockwoodii és una petita suculenta de creixement lent que forma una roseta solitària i sense tija. És molt atractiva a l'estiu, durant la fase inactiva, quan més de la meitat de la fulla s'asseca i es torna blanca. Les fulles marcides cobreixen la roseta gairebé completament, proporcionant a les fulles més joves una protecció contra el dur sol de l'estiu. La roseta creix fins a 10 cm de diàmetre. Les fulles són de color verd groguenc amb puntes translúcides amb unes vuit línies longitudinals de color verd verd a marró vermellós; són erectes, incurvades, fins a 6 cm de llargada i fins a 3 cm d'amplada. Les flors són blanques, amb venes verdes i aparèixen a la primavera amb inflorescències fins als 22,5 cm d'alçada.

## Distribució
Haworthia lockwoodii és comú a la província sud-africana del Cap Occidental al sud-oest del Gran Karoo.

## Taxonomia
Haworthia lockwoodii va ser descrita per Archibald i publicat a Flowering Plants of South Africa 20: t. 792, a l'any 1940.
Etimologia
Haworthia: nom en honor del botànic britànic Adrian Hardy Haworth (1767-1833).
lockwoodii: epítet en honor del magistrat de la ciutat sud-africana de Laingsburg (Cap Occidental) Stanley George Lockwood-Hill (1903 - ?)
Sinonímia
- Haworthia mucronata subsp. lockwoodii (Archibald) Halda
- Haworthia inconfluens var. lockwoodii (Archibald) Breuer[7]